# Dale Alford

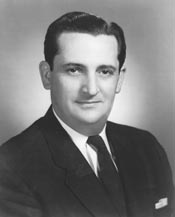
Thomas Dale Alford

Thomas Dale Alford (* 28. Januar 1916 in Newhope, Pike County, Arkansas; † 25. Januar 2000 in Little Rock, Arkansas) war ein US-amerikanischer Politiker. Zwischen 1959 und 1963 vertrat er den fünften Wahlbezirk des Bundesstaates Arkansas im US-Repräsentantenhaus.

## Werdegang
Dale Alford besuchte die öffentlichen Schulen in Rector und das Arkansas State College in Jonesboro. Danach studierte er bis 1939 an der University of Arkansas in Little Rock Medizin. Schließlich beendete er  seine Studienzeit an der University of Illinois in Chicago. Zwischen 1940 und 1946 war er Mitglied im medizinischen Dienst der US-Armee. Nach dem Ende des Zweiten Weltkrieges arbeitete Alford als Universitätsdozent und Assistenzprofessor für Augenmedizin an verschiedenen Hochschulen. Auf diesem Gebiet führte er auch eine private Praxis. Zwischen 1955 und 1958 war er auch Mitglied im Bildungsausschuss der Stadt Little Rock.
1958 wurde Alford als unabhängiger Demokrat mit 51 Prozent der Stimmen gegen Amtsinhaber Brooks Hays in das US-Repräsentantenhaus gewählt. Dabei war er kein offizieller Kandidat gewesen, sondern durch die Nachtragemöglichkeit (Write-in candidate) auf den Wahlzettel hinzugefügt worden. Alford war nach dem Republikaner Charles F. Curry im Jahr 1930 erst der zweite Politiker, der auf diese Weise in den Kongress einzog; später gelang dies noch dem Republikaner Joe Skeen aus New Mexico. Zwei Jahre später wurde Alford dann von den Demokraten nominiert und mit einem Stimmenanteil von 82,7 Prozent bestätigt. Damit konnte er zwischen dem 3. Januar 1959 und dem 3. Januar 1963 zwei Legislaturperioden im Kongress absolvieren. Im Jahr 1960 war er Delegierter zur Democratic National Convention in Los Angeles, auf der John F. Kennedy als Präsidentschaftskandidat der Partei nominiert wurde.
Im Jahr 1962 verzichtete Alford auf eine weitere Kandidatur für den Kongress. Er hätte ohnehin in einem anderen Bezirk kandidieren müssen, da der bisherige fünfte Distrikt aufgelöst wurde. Stattdessen kandidierte er innerhalb seiner Partei erfolglos gegen Gouverneur Orval Faubus um die Nominierung für die Gouverneurswahlen. Im Jahr 1966 scheiterte er nochmals in den Gouverneursvorwahlen. Danach zog er sich aus der Politik zurück.
In den folgenden Jahren war er aktives Mitglied der Trinity Episcopal Church sowie zahlreicher weiterer Vereinigungen. Dale Alford starb am 25. Januar 2000 an Herzversagen. Er wurde in Little Rock beigesetzt. Seit 1940 war er mit L’Moore Smith verheiratet; das Paar hatte drei Kinder.